# Trichoscypha oddonii
Trichoscypha oddonii är en sumakväxtart som beskrevs av De Wild.. Trichoscypha oddonii ingår i släktet Trichoscypha och familjen sumakväxter. Inga underarter finns listade i Catalogue of Life.